# Monochamus carolinensis
Monochamus carolinensis es una especie de escarabajo longicornio del género Monochamus, familia Cerambycidae. Fue descrita científicamente por Olivier en 1792.
Esta especie se encuentra en Canadá y los Estados Unidos.